# Потрошитель из Нотр-Дама
«Потрошитель из Нотр-Дама» (фр. L'éventreur de Notre-Dame) — эротический фильм ужасов режиссёра Хесуса Франко. Также фильм известен (в том числе различные его версии) под названиями «Экзорцизм», «Секзорцизм» и «Садист из Нотр-Дама».

## Сюжет
Матис Вогель - отлучённый от церкви священник - сбегает из психиатрической лечебницы, где он ранее находился. Везде он видит признаки греховности и готов во что бы то ни стало бороться с ними. При этом он сам пишет в один из тематических журналов рассказы, содержащие множество сцен насилия и садомазохизма. 
Издатель журнала также занимается театральными постановками Чёрных Месс со всеми сопутствующими элементами - обнажением женского тела, чтением молитв во имя Сатаны и т.д. Наблюдая подобные представления, Вогель не видит в них театральности и постановки, но воспринимает их как реальность и окончательно сходит с ума, после чего начинает убивать девушек, которые участвовали в этом шоу.

## В ролях
- Хесус Франко — Матис Вогель
- Лина Ромай — Энн
- Кэтрин Лаффериере — Мартин
- Надин Паскаль — Роуз, садист
- Френс Николас — графиня

## Названия
- Chains and Black Leather (Канада)
- Demoniac (США)
- El sádico de Notre-Dame (Испания)
- Exorcism (Великобритания)
- Exorcism and Black Masses (США)
- Exorcisme (Франция)
- Exorcisme et messes noires (Бельгия)
- Exorcisms (США)
- Expériences sexuelles au château des jouisseuses (Франция)
- Sexorcismes
- The Ripper of Notre Dame
- The Sadist of Notre Dame (международное английское название)

## Версии фильма
Первоначальная версия фильма вышла в 1974 году, однако впоследствии, с ослаблением цензуры, Хесус Франко дополнил фильм порносценами и выпустил под названием Сексорцизм. Немногим позже к 1979 году Франко снова переделал фильм, изменив некоторые сцены, переписав диалоги и пересняв финал. Данная версия получила название Садист из Нотр-Дам. Первоначальная версия фильма 1974 года вышла на DVD в 2001 году благодаря усилиям компании Synapse Films.